# Werner Heel
Werner Heel nació el 23 de marzo de 1982 en Merano (Italia), es un esquiador que tiene 3 victorias en la Copa del Mundo de Esquí Alpino (con un total de 10 podios).

## Resultados

### Juegos Olímpicos de Invierno
- 2010 en Vancouver, Canadá
  - Super Gigante: 4.º
  - Descenso: 12.º
- 2014 en Sochi, Rusia
  - Descenso: 12.º
  - Super Gigante: 17.º

### Campeonatos Mundiales
- 2007 en Åre, Suecia
  - Super Gigante: 27.º
- 2009 en Val d'Isère, Francia
  - Descenso: 7.º
  - Super Gigante: 14.º
- 2011 en Garmisch-Partenkirchen, Alemania
  - Super Gigante: 8.º
  - Descenso: 22.º
- 2013 en Schladming, Austria
  - Descenso: 16.º
  - Super Gigante: 20.º
- 2015 en Vail/Beaver Creek, Estados Unidos
  - Super Gigante: 26.º
  - Descenso: 32.º

### Copa del Mundo

#### Clasificaciones en Copa del Mundo
| Temporada | Edad | Pos. General | Eslalon | Esl. Gigante | Super Gig. | Descenso | Combinada |
| --------- | ---- | ------------ | ------- | ------------ | ---------- | -------- | --------- |
| 2005      | 22   | 136          | —       | —            | 42         | —        | —         |
| 2006      | 23   | 83           | —       | —            | 36         | 41       | 29        |
| 2007      | 24   | 74           | —       | —            | 32         | 33       | 36        |
| 2008      | 25   | 24           | —       | —            | 21         | 5        | 38        |
| 2009      | 26   | 16           | —       | —            | 2          | 11       | 26        |
| 2010      | 27   | 18           | —       | —            | 17         | 3        | 26        |
| 2011      | 28   | 34           | —       | —            | 14         | 22       | —         |
| 2012      | 29   | 97           | —       | —            | 35         | 45       | —         |
| 2013      | 30   | 16           | —       | —            | 4          | 10       | —         |
| 2014      | 31   | 40           | —       | —            | 22         | 19       | —         |
| 2015      | 32   | 38           | —       | —            | 33         | 15       | —         |

#### Victorias en la Copa del Mundo (3)
- 3 victorias – (2 de Super Gigante y 1 de Descenso)
- 10 podios – (5 de Super Gigante y 5 de Descenso)

| Temporada | Fecha                   | Lugar       | Disciplina    |
| --------- | ----------------------- | ----------- | ------------- |
| 2008      | 29 de febrero de 2008   | Kvitfjell   | Descenso      |
| 2009      | 19 de diciembre de 2008 | Val Gardena | Super Gigante |
| 2009      | 12 de marzo de 2009     | Åre         | Super Gigante |